# Bailliage d'Illens
1484–1798
Entités précédentes :
- Seigneurie d'Arconciel

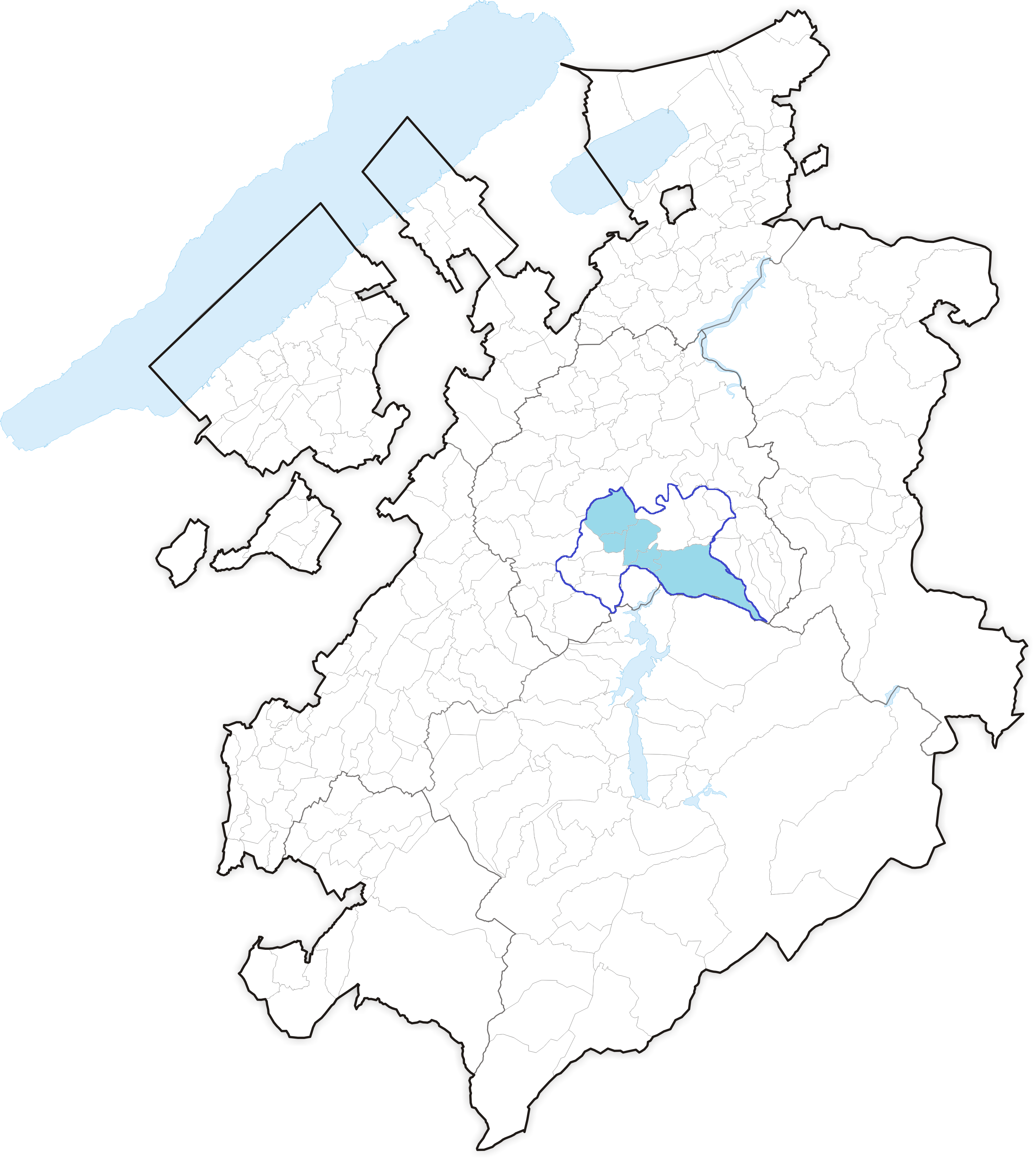
Carte du bailliage d'Illens (bleu ciel). Le bailliage d'Illens est issu du découpage de la seigneurie d'Arconciel (bleu foncé).

Le bailliage d'Illens est un bailliage situé dans l'actuel canton de Fribourg, en Suisse. 
Le bailliage est créé en 1484 à partir d'une partie de la seigneurie d'Arconciel. Il est composé de Magnedens, Ecuvillens, Corpataux et Treyvaux.

## Baillis
Les baillis sont les suivants :
- 1520-1524 : Hans Küntzi[1] ;
- 1654-? : Pierre Chollet[2] ;